# Abraxas kansuensis
Abraxas kansuensis là một loài bướm đêm trong họ Geometridae.